# Tíjonovka (Sochi)
Tíjonovka (del ruso: Тихоновка) es un microdistrito perteneciente al distrito de Lázarevskoye de la unidad municipal de la ciudad-balneario de Sochi del krai de Krasnodar del sur de Rusia. 
Está situado en la zona central del distrito, en las laderas de la orilla izquierda del río Ashé, frente a Mujortova Poliana, a unos 2 km de la desembocadura del río en el mar Negro.

## Historia
El seló parece como parte del ókrug de Tuapsé de la gubernia de Chernomore en un mapa de 1905, en la orilla izquierda del río Ashé, a dos verstás del mar. En ese año había 21 hogares en la localidad, principalmente de población de etnia rusa. El 26 de abril de 1923 pasó a formar parte del volost de Lázarevskoye del raión de Tuapsé del ókrug del mar Negro del óblast de Kubán-Mar Negro. El 16 de enero de 1934 pasó a formar parte del raión nacional shapsug.

## Transporte
En Ashé, en la desembocadura del río, se halla una plataforma ferroviaria de la línea Tuapsé-Sujumi y la carretera federal M27, Dzhubga-frontera abjasa. En la localidad tiene origen el autobús nº163 que va a la estación de ferrocarril Lázarevskaya de Lázarevskoye.